# Liste der Fahnenträger der papua-neuguineischen Mannschaften bei Olympischen Spielen
Die Liste der Fahnenträger der papua-neuguineischen Mannschaften bei Olympischen Spielen listet chronologisch alle Fahnenträger papua-neuguineischer Mannschaften bei den Eröffnungsfeiern Olympischer Spiele auf.

## Liste der Fahnenträger
| Mannschaft             | Veranstaltung | Fahnenträger (EF)  | Fahnenträger (AF) |
| ---------------------- | ------------- | ------------------ | ----------------- |
| 1976 in Montreal       | Sommerspiele  | Wavala Kali        |                   |
| 1984 in Los Angeles    | Sommerspiele  | Iammogapi Launa    |                   |
| 1988 in Seoul          | Sommerspiele  | Pinye Malaibi      |                   |
| 1992 in Barcelona      | Sommerspiele  |                    |                   |
| 1996 in Atlanta        | Sommerspiele  | Subul Babo         |                   |
| 2000 in Sydney         | Sommerspiele  | Xenia Peni         |                   |
| 2004 in Athen          | Sommerspiele  | Dika Toua          | Ryan Pini         |
| 2008 in Peking         | Sommerspiele  | Ryan Pini          | Dika Toua         |
| 2012 in London         | Sommerspiele  | Toea Wisil         | Steven Kari       |
| 2016 in Rio de Janeiro | Sommerspiele  | Ryan Pini          | Samantha Kassman  |
| 2020 in Tokio          | Sommerspiele  | Loa Dika Toua      | Volunteer         |
| 2020 in Tokio          | Sommerspiele  | Morea Baru         | Volunteer         |
| 2024 in Paris          | Sommerspiele  | Georgia-Leigh Vele | Leonie Beu        |
| 2024 in Paris          | Sommerspiele  | Gibson Mara        | Kevin Kassman     |

Anmerkung: (EF) = Eröffnungsfeier, (AF) = Abschlussfeier

## Statistik
| Rang    | Sportart       | EF | AF | ∑  |
| ------- | -------------- | -- | -- | -- |
| 1       | Gewichtheben   | 4  | 2  | 6  |
| 2       | Leichtathletik | 4  | 1  | 5  |
| 2       | Schwimmen      | 4  | 1  | 5  |
| 4       | Taekwondo      | 1  | 2  | 3  |
| 5       | Volunteer      | 0  | 1  | 1  |
| Gesamt: | Gesamt:        | 13 | 7  | 20 |

| Rang                   | Sportart | EF | AF | ∑ |
| ---------------------- | -------- | -- | -- | - |
| bisher keine Teilnahme |          |    |    |   |
| Gesamt:                | Gesamt:  | 0  | 0  | 0 |

| Rang    | Sportart       | EF | AF | ∑  |
| ------- | -------------- | -- | -- | -- |
| 1       | Gewichtheben   | 4  | 2  | 6  |
| 2       | Leichtathletik | 4  | 1  | 5  |
| 2       | Schwimmen      | 4  | 1  | 5  |
| 4       | Taekwondo      | 1  | 2  | 3  |
| 5       | Volunteer      | 0  | 1  | 1  |
| Gesamt: | Gesamt:        | 13 | 7  | 20 |